# Jonathan Kellerman
Jonathan Kellerman (* 9. August 1949 in New York, N.Y.) ist ein US-amerikanischer Kinderpsychologe und Romanautor.

## Leben und Werk
Jonathan Kellerman wuchs in Los Angeles auf. Er studierte Psychologie an der Universität von Los Angeles (UCLA) und  schloss sein Studium mit Auszeichnung  als B.A. ab. Während seines Studiums arbeitete er als Journalist und Illustrator und bekam dafür den Samuel Goldwyn Creative Writing Award. Er promovierte 1974 als PhD in Psychologie an der Universität von Südkalifornien. Dort unterrichtet er heute noch gelegentlich an der School of Medicine im Bereich Pädiatrie. Sein Praktikum machte er im Children’s Hospital/USC School of Medicine, wo er nach der Promotion zuerst als Kinderpsychologe arbeitete. Dort wurde er später Gründungsdirektor des Psychosocial Program, Division of Hematology-Oncology. Heute zählt Kellerman zu den renommiertesten psychologischen Beratern am Kammergericht von Los Angeles.
Jonathan Kellerman schrieb zahlreiche Fachartikel, drei medizinische Bücher sowie zwei selbst illustrierte Kinderbücher.
Für seinen ersten Roman When the Bough Breaks (1985, dt. Titel: Blackout) erhielt er mit dem Edgar Allan Poe Award und dem Anthony Award (jeweils in der Kategorie Bester Erstlingsroman) zwei der bedeutendsten Krimi-Preise der USA. Der Roman wurde in den USA ein Bestseller und ist der einzige Roman von Jonathan Kellerman, der bisher von einem Fernsehsender (NBC) verfilmt wurde.
Seitdem schreibt Kellerman jedes Jahr einen Roman. Hauptpersonen in den meisten Romanen sind der Kinderpsychologe Dr. Alex Delaware und sein Freund, der homosexuelle Detektiv Milo Sturgis vom LAPD.
In The Butcher's Theatre (dt. Titel: Das Phantom von Jerusalem) ermittelt der israelische Inspektor Daniel Shavari.
In dem 1998 erschienenen Roman Billy Straight (dt. Titel: Die Tote im Griffith Park) ist die LAPD-Polizistin Petra Connor eine der Hauptfiguren.
Die Romane von Jonathan Kellerman wurden in 24 Sprachen übersetzt.
Kellerman lebt mit seiner Frau Faye Kellerman, die selbst eine bekannte Krimi-Schriftstellerin ist, sowie den vier gemeinsamen Kindern in Los Angeles. Zwei ihrer Kinder, der Sohn Jesse sowie ihre Tochter Aliza, sind ebenfalls Autoren von Romanen und Drehbüchern. Er ist neben seiner schriftstellerischen Tätigkeit auch weiterhin als medizinischer Berater tätig. Jonathan ist, ebenso wie seine Frau, orthodox lebender Jude.

## Bibliografie

### Medizinische Fachbücher
- 1980: Psychological Aspects of Childhood Cancer
- 1981: Helping the Fearful Child
- 1999: Savage Spawn:Reflections on Violent Children

### Kinderbücher
- 1994: Daddy, Daddy, Can you Touch the Sky? (gemeinsam mit Sohn Jesse)
- 1995: Jonathan Kellerman's ABC of Weird Creatures

### Die Alex-Delaware-Reihe
1. 1985: When The Bough Breaks (UK: Shrunken Heads, dt. Blackout, 1987)
2. 1986: Blood Test (dt. Flüchtig!, 1988)
3. 1987: Over The Edge (dt. Jamey - Das Kind, das zuviel wußte, 1989)
4. 1989: Silent Partner (dt. Sharon, die Frau, die zweimal starb, 1993)
5. 1990: Time Bomb
6. 1992: Private Eyes (dt. Säure, 1995)
7. 1993: Devil's Waltz (dt. Exit, 1994)
8. 1994: Bad Love (dt. Böse Liebe, 1995)
9. 1995: Self Defense (dt. Narben, 1996)
10. 1996: The Web (dt. Satans Bruder, 2003)
11. 1997: The Clinic (dt. Wölfe und Schafe, 1997)
12. 1997: Survival Of The Fittest
13. 1999: Monster (dt. Monster, 2001)
14. 2000: Dr.Death (dt. Gnadentod, 2002)
15. 2001: Flesh and Blood (dt. Fleisch und Blut, 2003)
16. 2003: The Murder Book (dt. Das Buch der Toten, 2003)
17. 2003: A Cold Heart (dt. Blutnacht, 2004)
18. 2004: Therapy (dt. Im Sog der Angst, 2005)
19. 2005: Rage (dt. Bluttat, 2006)
20. 2006: Gone (dt. Blutgier, 2007)
21. 2007: Obsession (dt. Post Mortem, 2008)
22. 2008: Compulsion (dt. Mordgier, 2009)
23. 2009: Bones (dt. Knochensplitter, 2010)
24. 2009: Evidence (dt. Todesfeuer, 2011)
25. 2010: Deception (dt. Tödliche Lektion, 2012)
26. 2011: Mystery (dt. Todesschmerz, 2012)
27. 2012: Victims (dt. Rachenacht, 2013)
28. 2013: Guilt (dt. Der Knochenspieler, 2013)
29. 2014: Killer (dt. Killer, 2015)
30. 2015: Motive (dt. Todesmahl, 2016)
31. 2016: Breakdown
32. 2017: Heartbreak Hotel
33. 2018: Night Moves
34. 2019: The Wedding Guest
35. 2020: The Museum of desire
36. 2021: Serpentine
37. 2022: City of the dead
38. 2023: Unnatural History

### Die Petra-Connor-Reihe
- 1998: Billy Straight (dt. Die Tote im Griffith Park, 2000)
- 2004: Twisted (dt. Todesrausch, 2006)

### Weitere Romane
- 1988: The Butcher's Theater (dt. Das Phantom von Jerusalem, 1991)
- 1996: The Things We Do For Love - Murder For Love (Anthologies) (dt.  Natürlicher Tod inbegriffen - Kurzgeschichten, 2002)
- 2003: Conspiracy Club (dt. Der Pathologe, 2005)
- 2004: Double Homicide (gemeinsam mit seiner Frau, Faye Kellerman)
- 2009: True Detectives (dt. Kaltes Spiel, 2011)
- 2016: The Murderer’s Daughter (dt. Narbenseele, 2016)
- 2020: Half moon bay : a novel (mit Jesse Kellerman)
- 2021: The Burning (mit Jesse Kellerman)